# Palazzo Martelli
Il Palazzo Martelli a Firenze si trova in via Zannetti, già via alla Forca, nei pressi del bivio con via Cerretani (bivio chiamato anticamente Forca di Campo Corbolino). È sede del Museo di Casa Martelli, casa-museo che mostra la stratificazione delle testimonianze depositate dalla famiglia nobile nei secoli. Il percorso espositivo attraversa una pregevole quadreria (opere Piero di Cosimo, Luca Giordano, Domenico Beccafumi ed altri) in cui si trovano anche sculture e arredi di epoca sette-ottocentesca.

## Storia
Nel luogo dove si trova il palazzo c'erano le antiche case dei Martelli, fin dagli anni venti del Cinquecento.

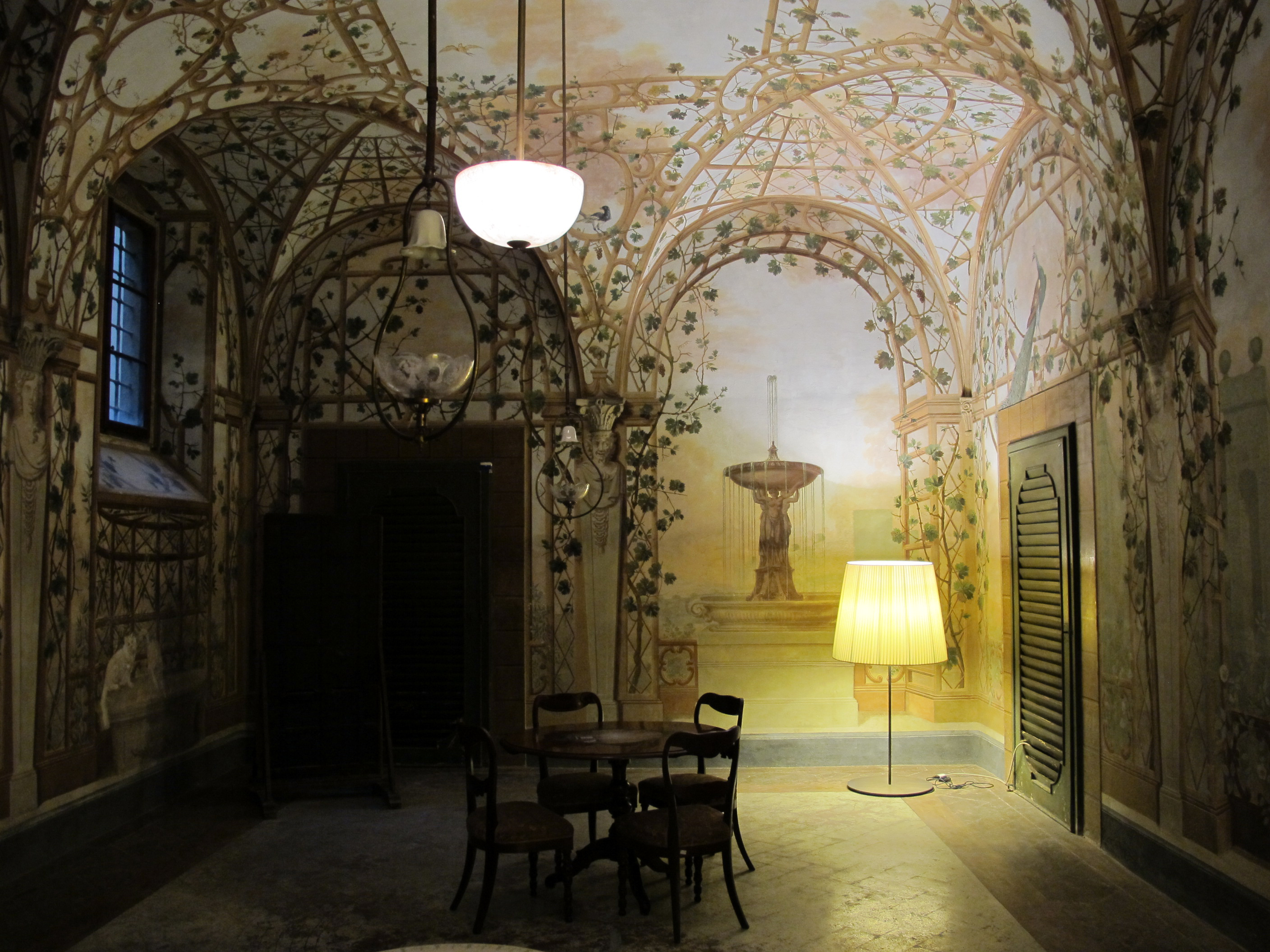
Sala a trompe l'oeil "Giardino d'inverno"

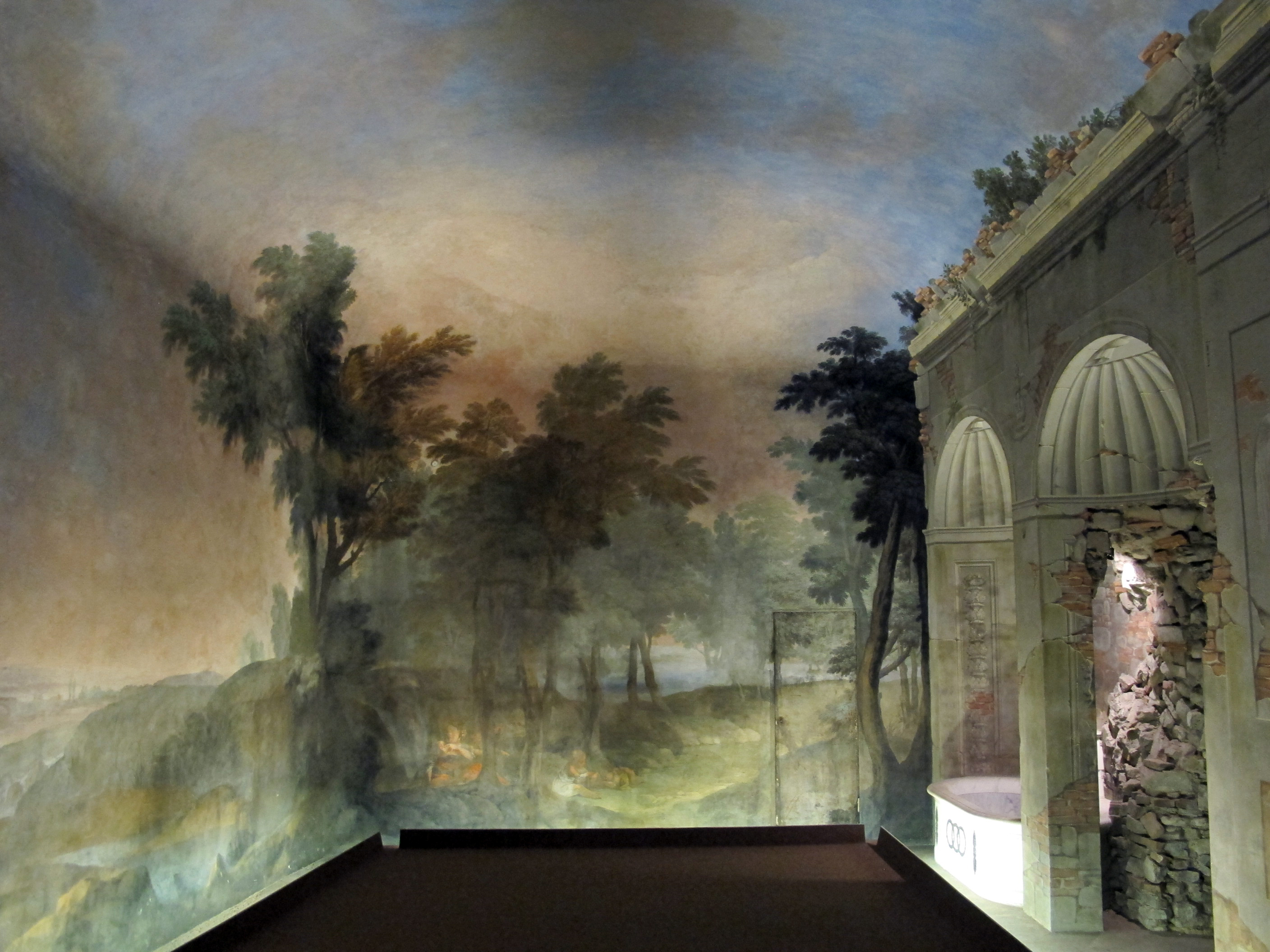
La Sala da Bagno

Nel 1627 la proprietà degli edifici contigui si era riunita in seguito alle nozze tra i cugini Maria e il senatore Marco Martelli, che avevano anche aggregato eredità e titoli da vari rami familiari. Marco, divenuto il capo carismatico della famiglia, ampliò le proprietà acquistando altri edifici contigui e tra il 1668 e il 1669 diede il via al primo importante intervento di riunificazione strutturale delle case lungo via della Forca (oggi via Zannetti), completato circa ottant'anni dopo ad opera dell'architetto Bernardino Ciurini. Risalgono a quell'epoca gli affreschi del piano nobile e il prospetto col terrazzino in ferro battuto, che rappresentò una novità nel panorama delle balaustre in pietra di Firenze. Anche la porta finestra del balcone venne disegnata in maniera originale, con specchiature a trompe-l'œil che simulavano uno spazio architettonico inesistente (la lunetta e l'ultimo scomparto della porta-finestra).
Nel 1738 Giuseppe Maria Martelli, arcivescovo di Firenze dal 1721, e il balì Niccolò Martelli promossero una nuova ristrutturazione del palazzo, che si concentrò sui saloni al piano nobile, decorati da vari artisti tra cui l'architetto Bernardino Ciurini, i pittori Vincenzo Meucci, Ferdinando Melani, lo stuccatore Giovan Martino Portogalli, il paesaggista Bernardino Minozzi.
Alla fine del Settecento Marco, figlio di Niccolò, riordinò in maniera sistematica la quadreria familiare, che perse l'originaria disposizione legata al principio della barocco varietas, in ossequio ai principi razionali e didattici di stampo illuminista, che comportarono la divisione delle opere per generi: paesaggi, battaglie, scene storiche, autoritratti. Nello stesso periodo Marco commissionò a vari artisti, capeggiati da Tommaso Gherardini, alcuni affreschi a soggetto mitologico e celebrativo della famiglia, mentre Luigi Sabatelli decorò la volta dello scalone, dove vennero collocati in posizione preminente i due "gioielli" di famiglia: il David e lo stemma Martelli di Donatello, oggi entrambi al Museo del Bargello.
Nel corso del XIX secolo, al mutare dello scenario sociopolitico ed economico dell'Europa, molte famiglie della vecchia aristocrazia entrarono in crisi, compresi i Martelli, che avviarono una progressiva dispersione della quadreria, frenata solo nel 1986 quando l'ultima erede, Francesca Martelli, scomparve donando il palazzo e tutti i beni di famiglia alla Curia fiorentina per via testamentaria.
Nel 1998 la Curia ha venduto il complesso allo Stato Italiano, dopo lo scioglimento dei nodi di un'altra eredità contesa, quella di Stefano Bardini. Negli anni seguenti la Soprintendenza per il Polo Museale Fiorentino ha avviato un lungo progetto di restauro, catalogazione (curata inizialmente da Mina Gregori) e messa a norma, nella previsione dell'apertura come museo pubblico. In quell'occasione è stato evidenziato come negli anni della gestione ecclesiastica (1986-1998) molto fosse andato disperso, soprattutto tra i beni di consumo presenti in casa (quasi azzerata la presenza di vasellame, scarsissimi gli abiti, nessuna biancheria della casa): se fra il patrimonio disperso ci furono anche beni di pregio è impossibile saperlo, vista l'assenza, all'epoca, di un inventario.
L'inaugurazione, più volte rimandata, ha avuto luogo il 22 ottobre 2009. Oggi è possibile visitare Casa Martelli su prenotazione e con visite guidate.

## Descrizione
All'esterno presenta una facciata piuttosto semplice, con aperture ad arco in parte tamponate, cornici a bugne lisce e, soprattutto, un terrazzo al piano nobile con un portale ad arco inquadrato da una cornice a angoli retti e con una balaustra in ferro battuto.
Il tabernacolo sulla facciata del palazzo contiene una Madonna col Bambino e san Giovannino di Mino da Fiesole.
L'androne di ingresso porta a un cortiletto con arcate tamponate da vetrate, dove lo spazio è illusionisticamente ampliato da altri trompe l'oeil. Da qui si accede allo scalone di rappresentanza per gli ambienti del piano nobile, a una saletta con affreschi che simulano un pergolato (detta il "Giardino d'Inverno") e, a sinistra, a un piccolo cortile dove una porticina conduce a un passaggio privato per la basilica di San Lorenzo. A destra una porta conduce al cortile grande, dove prospetta la zona di servizio con la cosiddetta "stanza da bagno", un ambiente interamente affrescato nel 1822 da scene bucoliche attribuite a Niccolò Contestabile.Quest'ambiente era destinato al riparo dal caldo estivo proprio grazie alla presenza di fontane, vasche e finestre che si aprivano sul cortile interno.

### Scalone

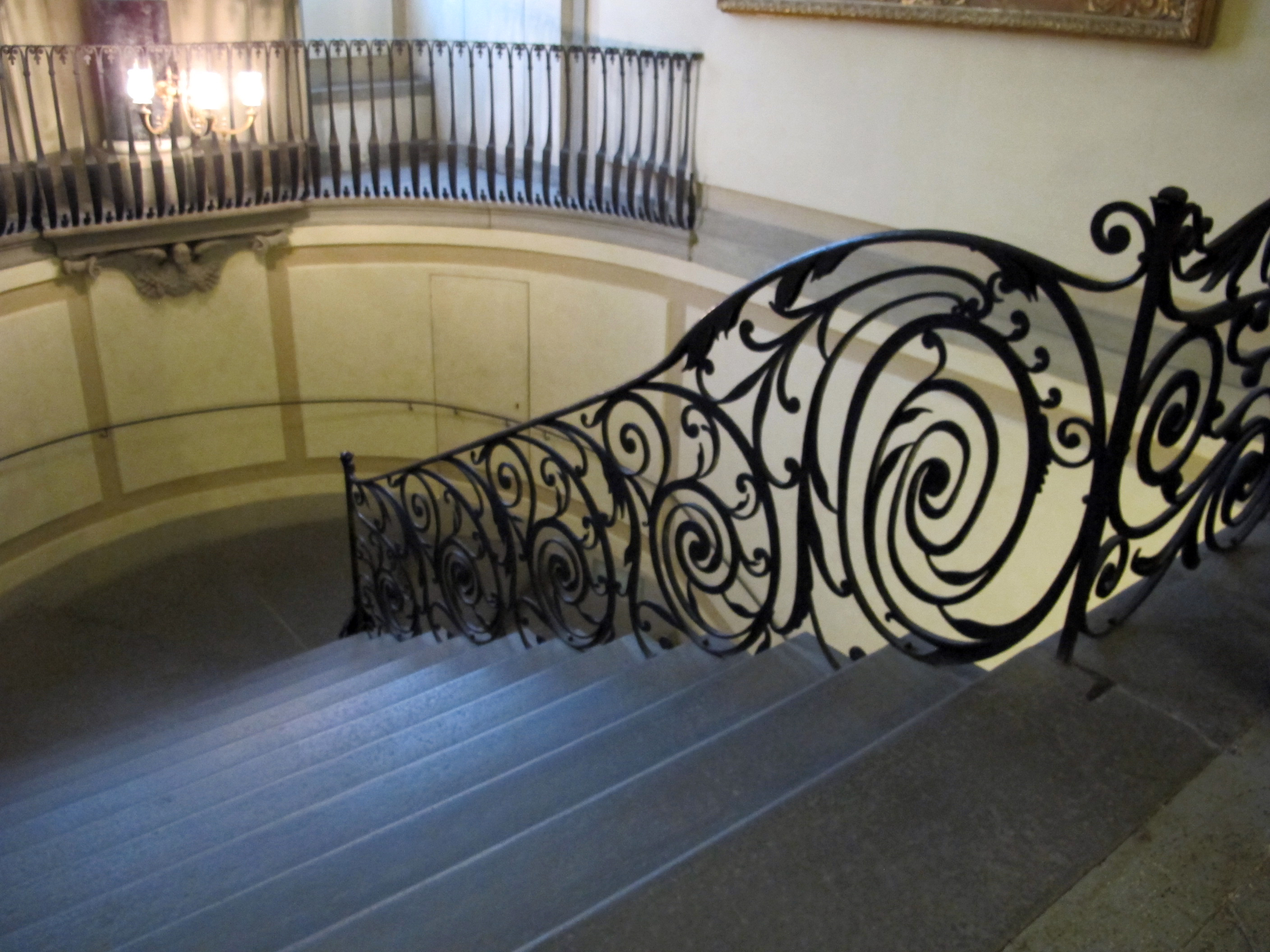

La scalinata per andare al primo piano è in pietra serena con un corrimano in ferro battuto; alla sommità di questa è presente lo stemma della Famiglia Martelli, raffigurante un grifone d'oro su sfondo rosso.

### Primo piano
Il primo piano ospita in quattro sale la quadreria, situata in ambienti di dimensione medio piccola, con un criterio teso a ricoprire le pareti, analogo a quello della Galleria Palatina. nella prima sala, sotto il soffitto decorato dal Marini, spiccano opere di Francesco Francia, il Poppi, Salvator Rosa e Luca Giordano; interessante la tela di Giovan Battista Benigni con un grande ritratto di famiglia ambientato proprio nella quadreria stessa.
La seconda sala ha il soffitto decorato da Niccolò Connestabile con le Nozze di Cosimo I de' Medici e Camilla Martelli, ed ospita capolavori del Beccafumi, di Giusto Sustermans e altri. La terza (soffitto con Roberto Martelli nella bottega di Donatello del Marini), ospita i paesaggi e due rari dipinti di Bruegel il Giovane. La quarta sala è invece frutto di una ricostruzione moderna, accorpando oggetti di magazzino di cui si ignorava la collocazione; vi spiccano le tele di Orazio Borgianni, Francesco Curradi e le vetrine con i pezzi superstiti delle collezioni di porcellane, sculture di piccolo formato, ventagli e altra oggettistica; questa stanza è chiamata stanza dei poeti poiché presenta nell'affresco sul soffitto la raffigurazione del Monte Parnaso.
Seguono la cappella, decorata con l'affresco del ratto di Proserpina, il salotto giallo, decorato da sete con motivi floreali sette-ottocentesche e dall'Adorazione del Bambino di Piero di Cosimo, e il salotto rosso, in cui si trovano ritratti e arredi per lo più ottocenteschi. Quest'ultima stanza, creata all'inizio dell'Ottocento, venne letteralmente ritrovata durante i restauri in quanto vi erano state ricavate salette di scarso pregio coprendo il pavimento, le pareti e la volta originali.Al centro del soffitto, possiamo vedere un dipinto che rappresenta un'allegoria dell'amore che riprende le problematiche amorose della famiglia.

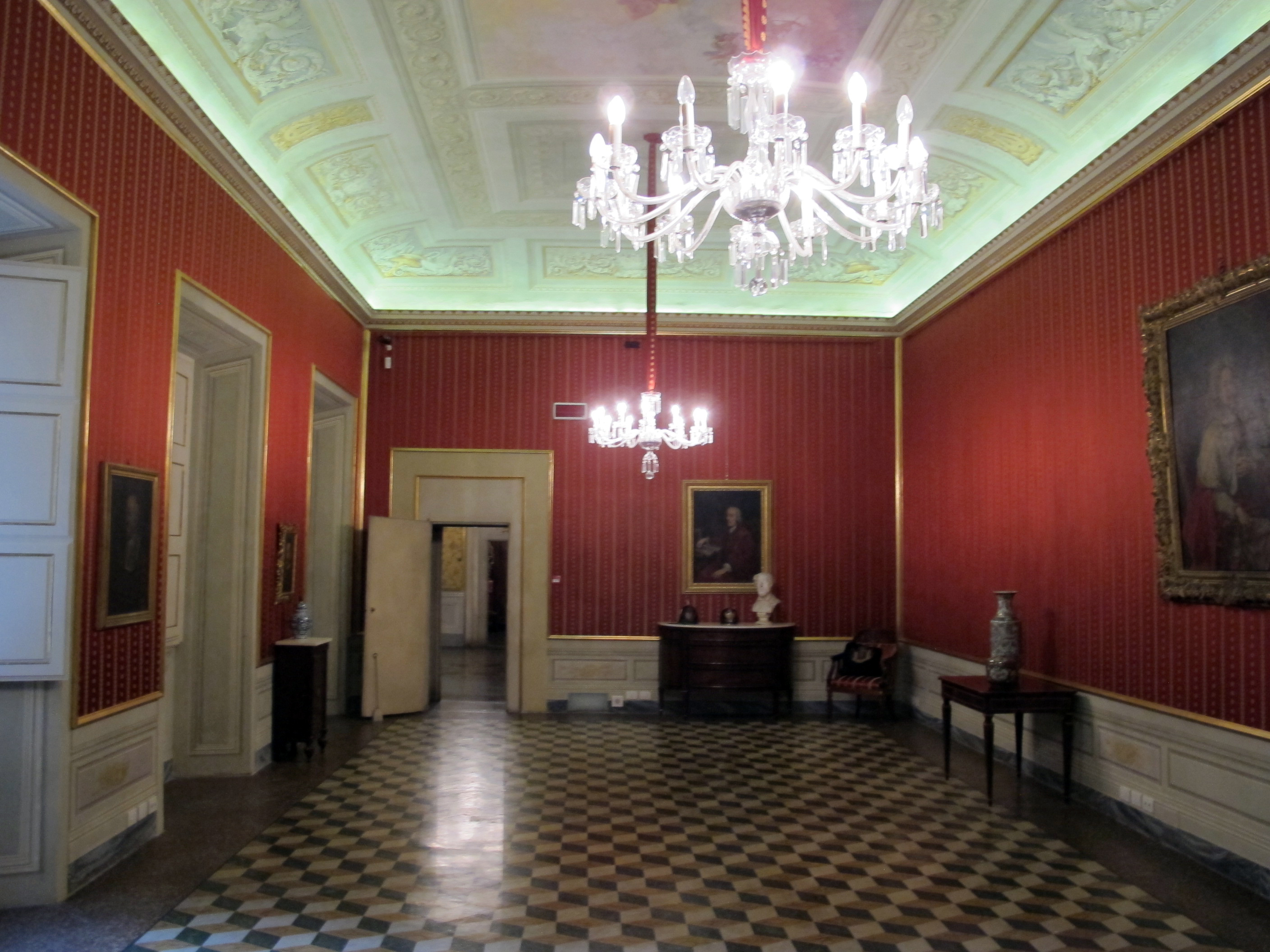
Casa Martelli, salone rosso

Il "salottino Pucci" è un ambiente con una pregevole decorazione a grottesche in stile pompeiano, e si trova vicino al salone da ballo, di altezza doppia rispetto alle altre stanze, oggi visibile nella decorazione sobria del XIX secolo decisa per celebrare le nozze di Marco Martelli con Teresa Pucci, e di Niccolò Martelli con Caterina de' Ricci.
Il secondo piano, ancora bisognoso di opere di restauro e adeguamento strutturale, non è al momento visitabile.

## Alcune opere
- Cosmè Tura, San Giovanni a Patmos
- Michael Sweerts, Allegoria della Vanità
- Domenico Beccafumi, Feste lupercali
- Francesco Morandini, Ritratto di Antonio de Ricci
- Giovan Battista Benigni, La Famiglia Martelli
- Salvator Rosa, Congiura di Catilina
- Piero di Cosimo, Adorazione del Bambino
- Luca Giordano, Giuramento di Bruto contro i Tarquini per la morte di Lucrezia
- Francesco Francia, Madonna tra i santi Petronio e Antonio da Padova

## Mostre
Nel 2013 il Museo di Casa Martelli ha esposto 24 albumine eseguite dal fotografo francese Émile Béchard durante il suo viaggio in Africa e che vennero poi acquistate da Carlo Martelli.
Fra il 2014 e il 2015 il palazzo Martelli ha ospitato una mostra a cura di Francesca Fiorelli Malesci, finalizzata alla scoperta del lato mistico e devozionale delle donne della famiglia Martelli.

## Altre immagini

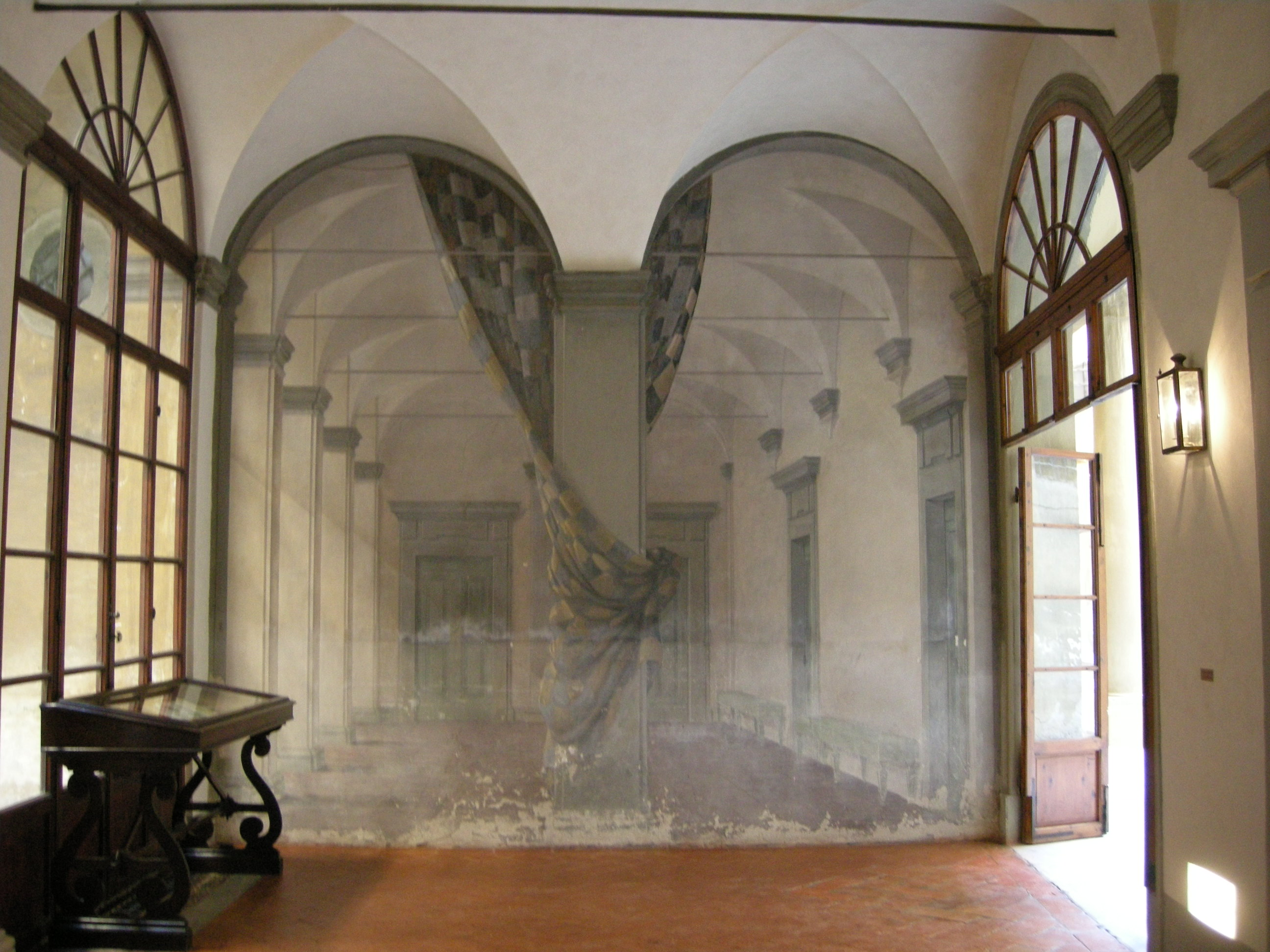
Il cortile con trompe-l'oeil
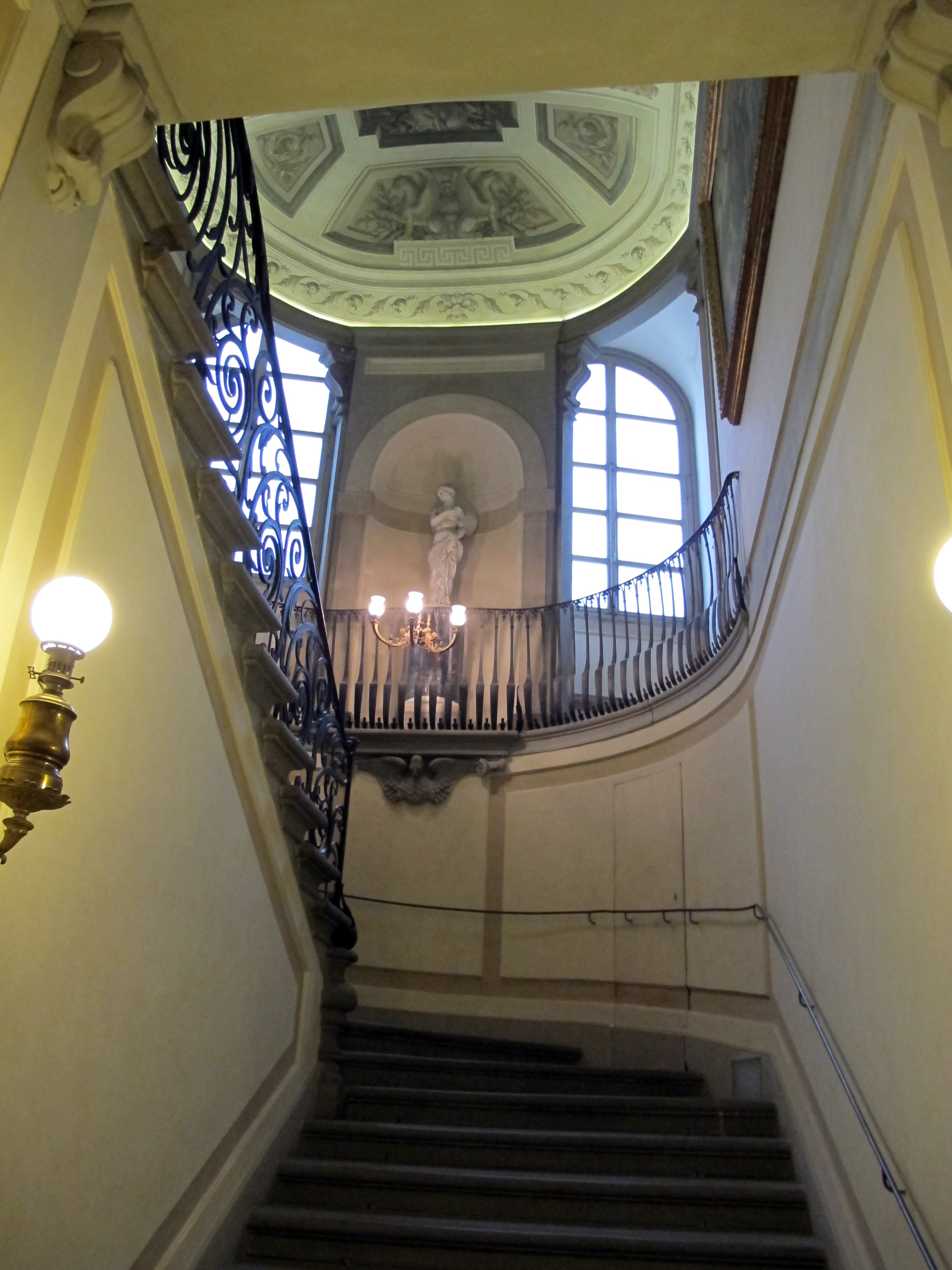
Scalone
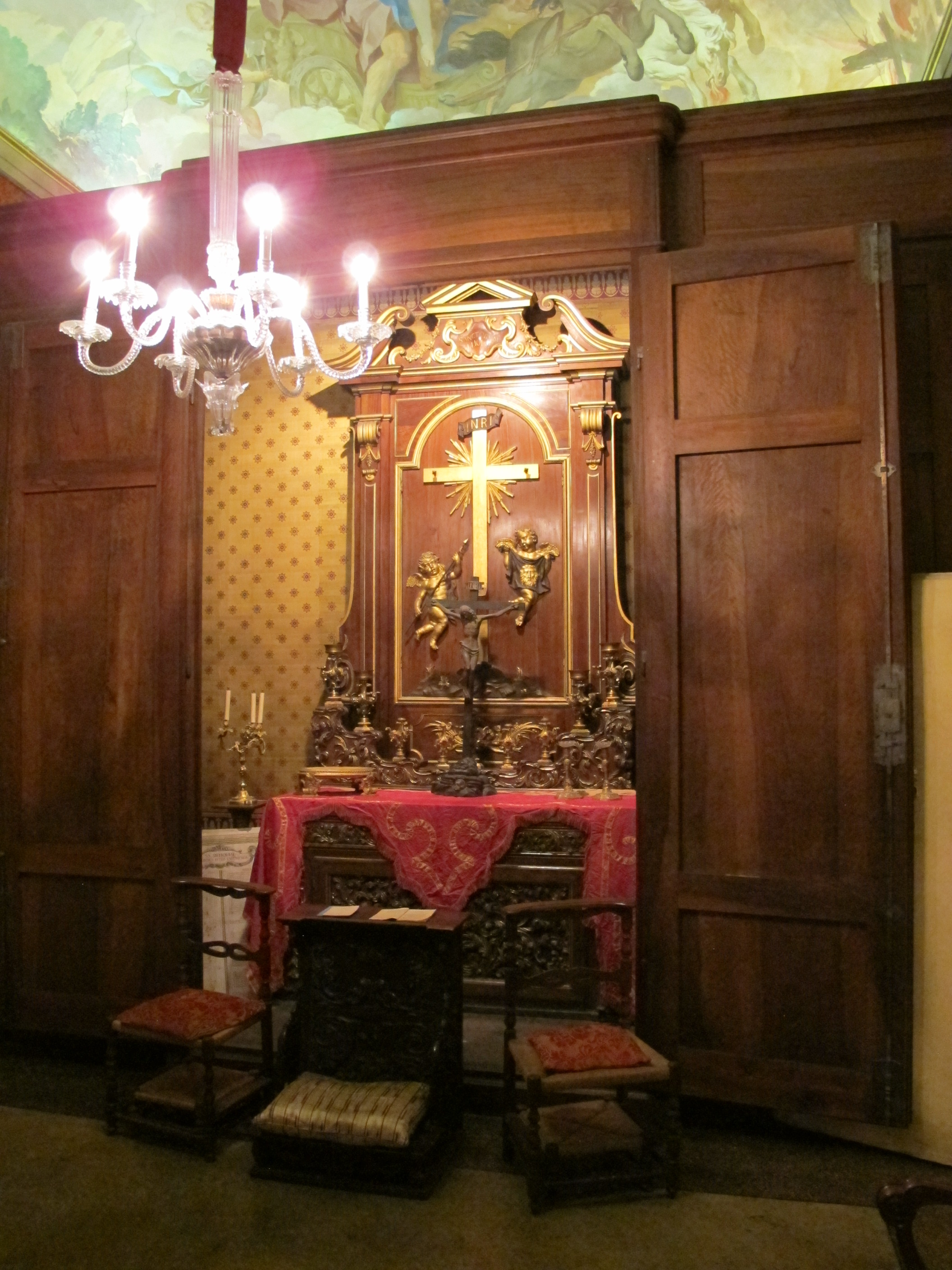
La cappella
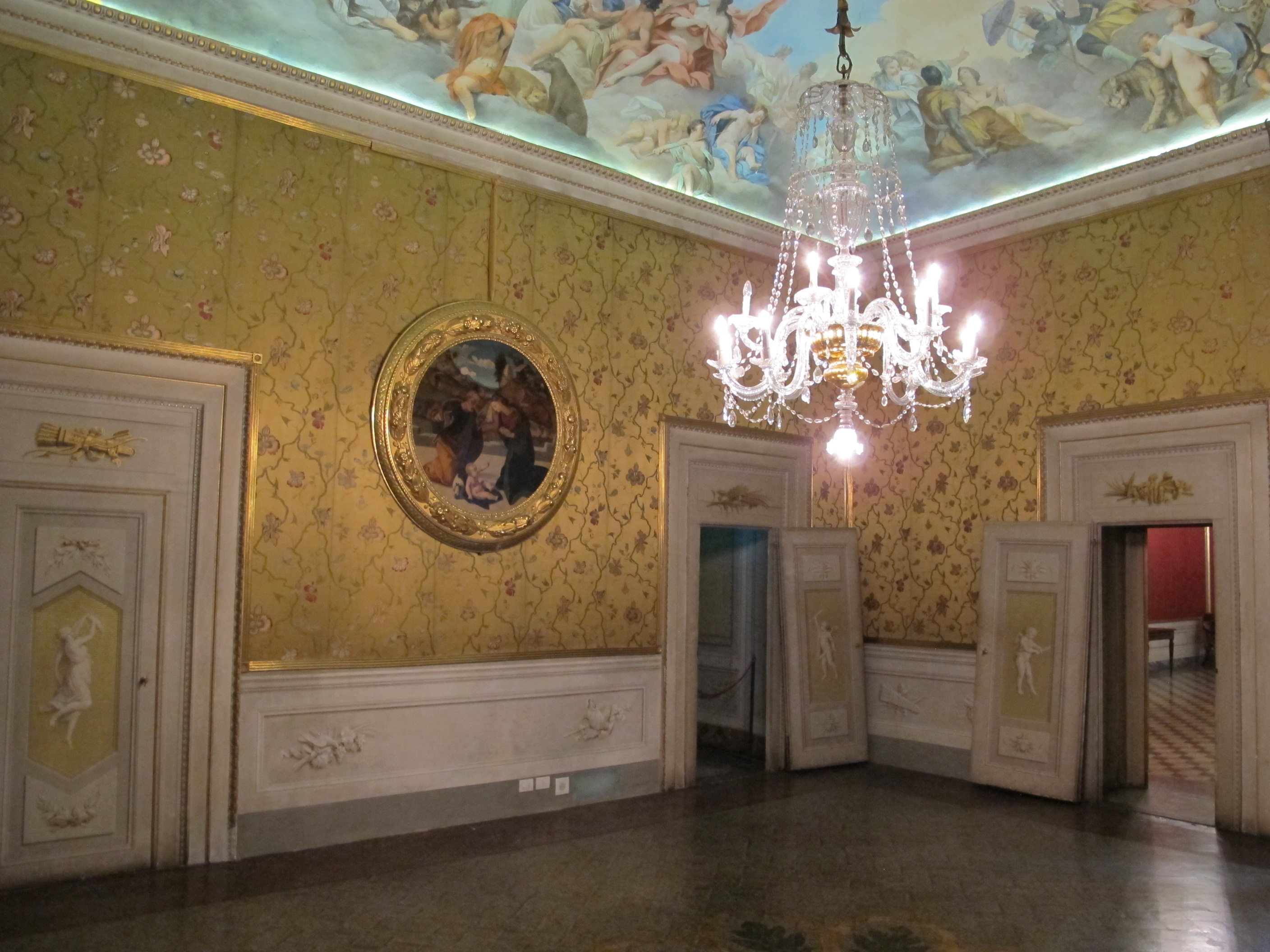
Il salotto giallo
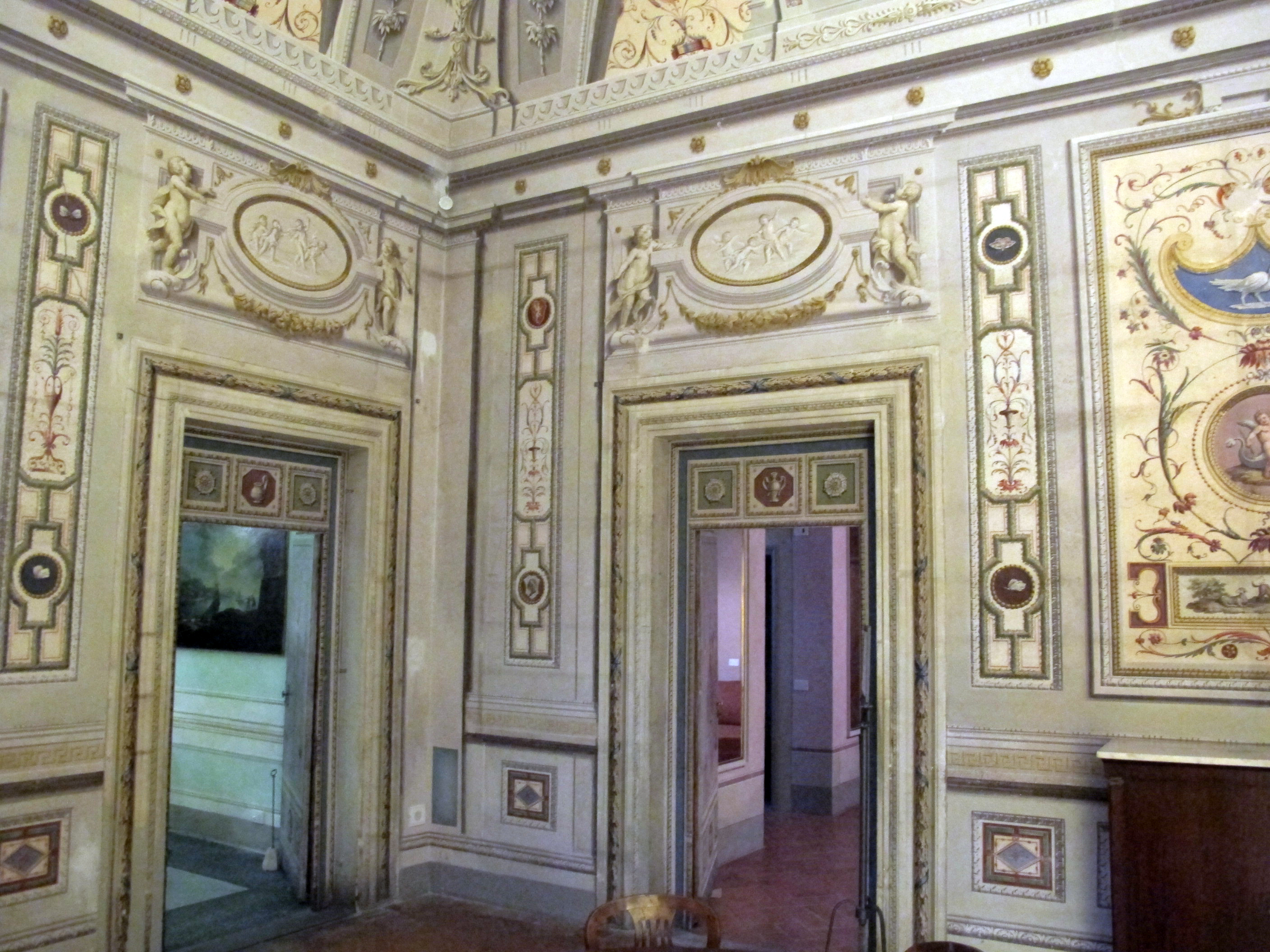
La sala delle grottesche
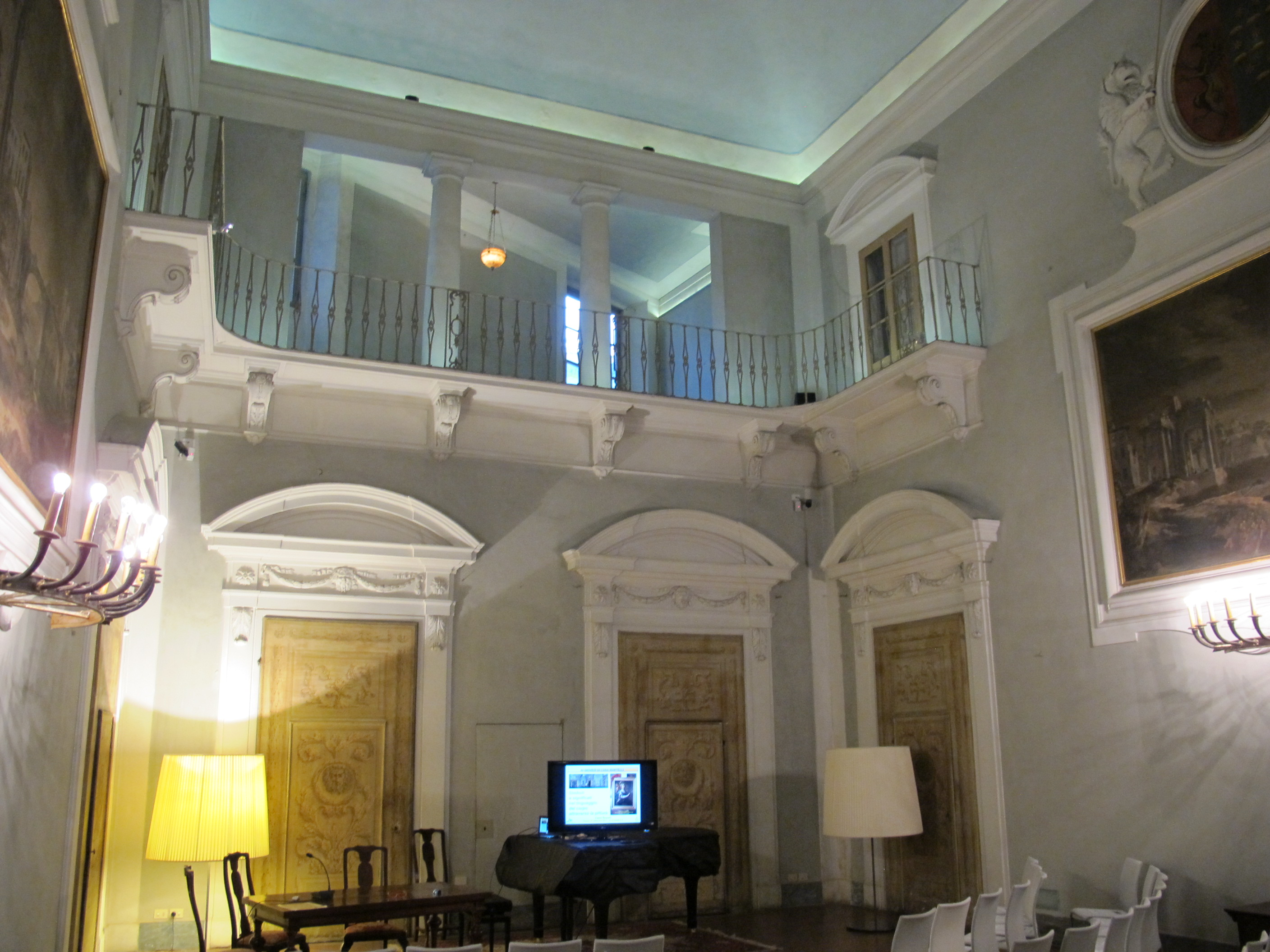
Il salone da ballo